# Arrunci (cavaller)
Arrunci (llatí: Arruntius) era un cavaller romà de la gens Arrúncia proscrit i executat pels triumvirs l'any 43 aC. El seu fill es va poder escapar però va morir a la mar, i la viuda del primer es va deixar de morir de gana en saber la mort del fill. Un altre Arrunci, al que també van proscriure els triumvirs l'any 43 aC era segurament la mateixa persona que el cònsol Luci Arrunci.